# Atletiek op de Paralympische Zomerspelen 2024 - Verspringen vrouwen T37
Het Verspringen voor vrouwen klasse T37 op de Paralympische Zomerspelen 2024 vond plaats van op 1 september in het Stade de France. Deze klasse is voor atletes met cerebrale parese Deze atletes hebben bewegings- en coördinatieproblemen aan één lichaamshelft. Ze kunnen goed bewegen aan hun dominante kant van hun lichaam. T37 atletes kunnen last hebben van kleine coördinatieproblemen. Titelverdedigster was Wen Xiaoyan uit China, zij wist in 2024 haar titel te prolongeren, Jaleen Roberts uit de Verenigde Staten behaalde het zilver en de Française Manon Genest won de bronzen medaille.

## Records
Voorafgaand aan het toernooi waren dit het wereldrecord en het Paralympisch record.
| Wereldrecord        | China Wen Xiaoyan | 5.45 | Hangzhou       | 24 oktober 2023   |
| Paralympisch record | China Wen Xiaoyan | 5.14 | Rio de Janeiro | 14 september 2016 |

## Uitslag
| Rang   | Atleet              | Atleet | #1   | #2   | #3   | #4   | #5   | #6   | Resultaat | Bijz. |
| ------ | ------------------- | ------ | ---- | ---- | ---- | ---- | ---- | ---- | --------- | ----- |
| Goud   | Wen Xiaoyan         | CHN    | 5.23 | 5.24 | 5.27 | 5.44 | 5.32 | x    | 5.44      | PR    |
| Zilver | Jaleen Roberts      | USA    | 4.77 | 4.25 | 4.59 | 4.50 | 4.54 | x    | 4.77      |       |
| Brons  | Manon Genest        | FRA    | 4.45 | 4.58 | 4.59 | 4.25 | 4.47 | 4.12 | 4.59      | SB    |
| 4      | Elena Tretiakova    | NPA    | 4.25 | 4.30 | 4.37 | 4.37 | 4.11 | 3.96 | 4.37      |       |
| 5      | Mandy Francois-Elie | FRA    | x    | 4.11 | 4.05 | x    | 3.83 | 4.31 | 4.31      |       |
| 6      | Anais Angeline      | MRI    | 4.19 | 4.28 | 4.18 | 4.09 | 4.14 | x    | 4.28      |       |
| 7      | Laura Burbulla      | GER    | 3.84 | 3.76 | 3.77 | 3.95 | x    | 3.72 | 3.95      |       |
| 8      | Liezel Gouws        | RSA    | x    | 3.34 | x    | 3.56 | 3.62 | 3.04 | 3.62      |       |